# Hank Harris
Hank Harris (Duluth, 5 novembre 1979) è un attore statunitense.
Lavora per il cinema e per la televisione dal 1990. È cresciuto a Duluth, in Minnesota e a Santa Fe, in New Mexico. 
È forse conosciuto meglio per il suo ruolo di Emory Dick in Popular. Tra i suoi altri lavori spiccano: Codice Mercury, Pumpkin, Hellbent e Dirty Work.

## Filmografia parziale

### Cinema
- Codice Mercury (Mercury Rising), regia di Harold Becker (1998)
- Guardo, ci penso e nasco (Delivering Milo), regia di Nick Castle (2001)
- Pumpkin, regia di Anthony Abrams e Adam Larson Broder (2002)
- Milwaukee, Minnesota, regia di Allan Mindel (2003)
- Just Hustle (2004)
- Breaking Dawn, regia di Mark Edwin Robinson (2004)
- Hellbent, regia di Paul Etheredge-Ouzts (2004)
- Extreme Movie, regia di Adam Jay Epstein e Andrew Jacobson (2008)
- Oltre i confini del male: Insidious 2 (Insidious: Chapter 2), regia di James Wan (2013)
- Duke, regia di Anthony e James Gaudioso (2019)

### Televisione
- Un genio in famiglia (Smart Guy) – serie TV, episodio 1x05 (1997)
- Il mondo segreto di Alex Mack (The Secret World of Alex Mack) – serie TV, 2 episodi (1997)
- Maggie – serie TV, un episodio (1998)
- Settimo cielo (7th Heaven) – serie TV, episodio 3x15  (1999)
- The X-Files – serie TV, episodio 9x05 (2001)
- Providence – serie TV, episodio 4x10 (2001)
- Due gemelle e un maggiordomo (So Little Time) – serie TV, episodio 1x23 (2002)
- Star Trek: Enterprise – serie TV, episodio 2x02 (2002)
- The Lyon's Den – serie TV, 5 episodi (2003)
- Nip/Tuck – serie TV, episodio 2x02 (2004)
- Popular – serie TV, 12 episodi (2004-2005)
- CSI: NY – serie TV, episodio 4x05 (2007)
- Ghost Whisperer - Presenze (Ghost Whisperer) – serie TV, episodio 5x05 (2009)
- Greek - La confraternita (Greek) – serie TV, episodio 3x12 (2010)
- Saving Grace – serie TV, episodio 3x14 (2010)
- Bones – serie TV, episodio 6x17 (2011)
- Castle – serie TV, episodio 4x02 (2011)
- Death Valley – serie TV, episodio 1x05 (2011)
- Dirty Work – serie TV, 3 episodi (2012)
- Supernatural – serie TV, episodio 8x11 (2013)
- Dirty Work – serie TV, 3 episodio (2012)
- NCIS - Unità anticrimine (NCIS) – serie TV, episodio 11x17 (2015)
- Grimm – serie TV, episodio 4x13 (2015)
- Salem – serie TV, 2 episodi (2015)
- Rizzoli & Isles – serie TV, episodio 7x03 (2016)
- L'uomo nell'alto castello – serie TV, 2 episodi (2016)
- C'era una volta (Once Upon a Time) – serie TV, 5 episodi (2016)
- Twin Peaks – serie TV, un episodio (2017)

## Doppiatori italiani
Nelle versioni in lingua italiana dei suoi lavori, Hank Harris è stato doppiato da:
- Alessio De Filippis in Guardo, ci penso e nasco
- Patrizio Prata in Nip/Tuck
- Stefano Crescentini in CSI: NY
- David Chevalier in Ghost Whisperer - Presenze
- Alessandro Campaiola in NCIS - Unità anticrimine
- Gianfranco Miranda in Oltre i confini de male: Insidious 2
- Emiliano Coltorti in C'era una volta